# Croton regelianus
Croton regelianus är en törelväxtart som beskrevs av Johannes Müller Argoviensis. Croton regelianus ingår i släktet Croton och familjen törelväxter.

## Underarter
Arten delas in i följande underarter:
- C. r. matosii
- C. r. regelianus